# ハベストロー

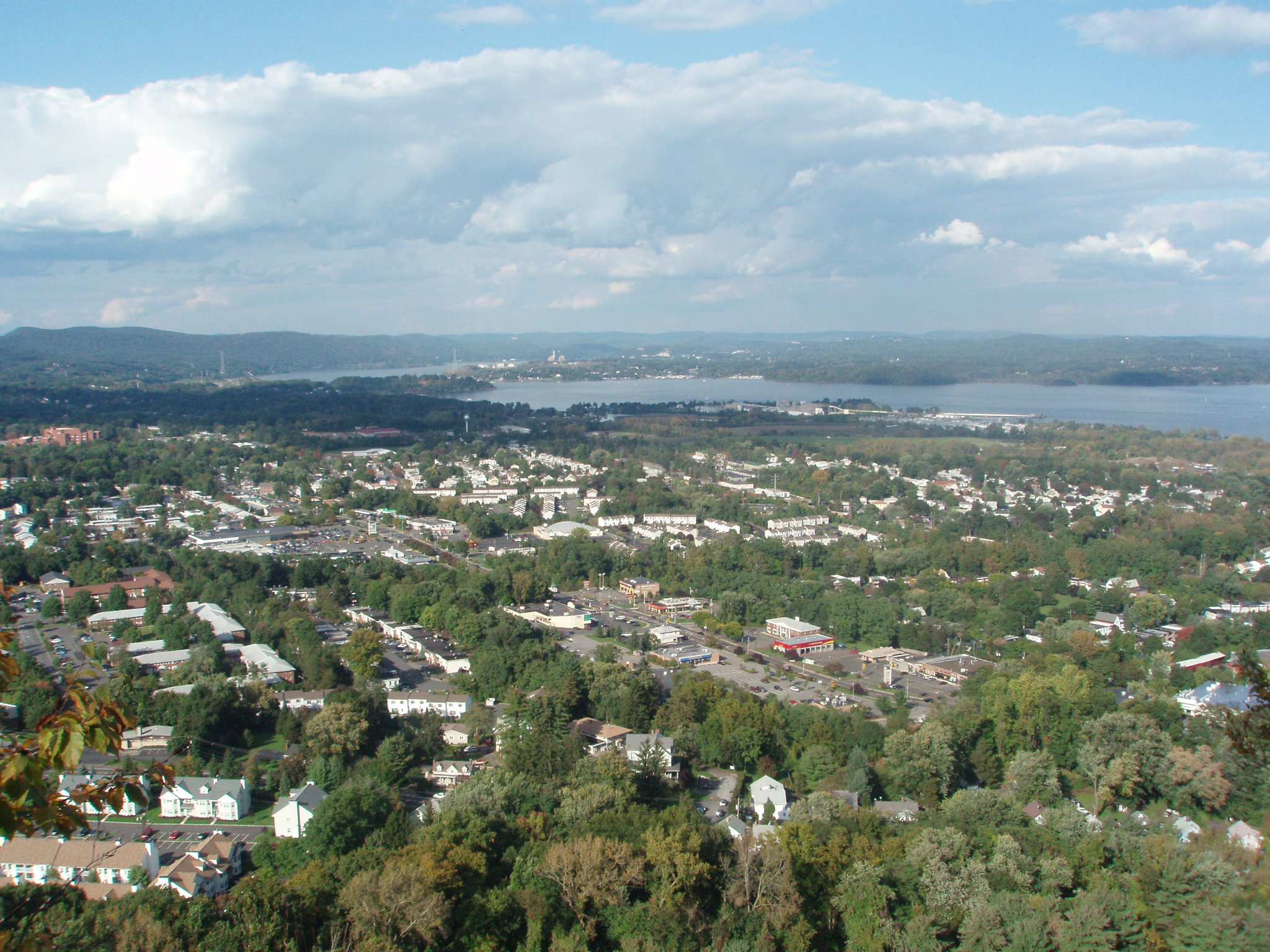
ハベストローの景観

ロックランド郡内の位置

ハベストロー（Haverstraw）は、アメリカ合衆国ニューヨーク州のロックランド郡にある町。人口は3万9087人（2020年）。ハドソン川の西に位置する町で、ロックランド・コミュニティ・カレッジの分校がある。座標は北緯41度11分47秒 西経73度58分1秒 / 北緯41.19639度 西経73.96694度

## 歴史
この町は、船で訪れた人々が開発に着手し、後に川沿いに道を切り開いてきた人々によって発展してきた。
オランダ人によって資金を調達したヘンリー・ハドソンが、ハドソン川を北上し船を着けたのが、この街にあるハベストロー湾だった。
ハベストローは、1666年に設立された。当時は「Florus Falls」、「Waynesburgh」と呼ばれていた。
1854年に正式な街となり「ワレン (Warren)」と名付けられ、1874年にハベストローと改名された。当時の地図には「Haverstroo」と表記されている。

## 交通
- パリセード・パークウェイ：ジョージ・ワシントン・ブリッジとロックランド郡を結ぶ。